# Frederik Ferdinand Hausmann
Frederik Ferdinand Hausmann (8. marts 1693 – 21. marts 1757 i Christiania) var en dansk-norsk officer.
Han var en søn af Caspar Herman Hausmann. Allerede otte år gammel blev han udnævnt til fændrik ved Prins Christians Regiment, og efter at have tilbragt et års tid på Det kgl. ridderlige Akademi blev han 1710 kaptajn ved Cicignons gevorbne Regiment. Han deltog som sådan i krigen i Norge og særlig i forsvaret af Frederikshald 1718. 1719 blev han kompagnichef ved Grenaderkorpset i København og året efter oberstløjtnant ved Akershuses Regiment. Hans avancement var hidtil gået meget hurtigt, men fra nu af spores det, at hans fader og hans høje beskyttere var døde. 1732 blev han oberst og chef for regimentet i Christiania, hvor en gade, Hausmannsgate, er opkaldt efter ham. 1745 blev han generalmajor med anciennitet fra 1742, og 1748 fik han sin afsked, efter at han fem dage før – 12. april – var blevet udnævnt til generalløjtnant. Året efter blev han Ridder af Dannebrog. Han døde i Christiania 21. marts 1757 som sidste mand af sin slægt, idet hans ægteskab (29. december 1721) med Hedevig Cathrine Werenskiold (24. oktober 1702 – 14. december 1749) var barnløst. Hun var en datter af konferensråd Niels Werenskiold og Elisabeth de Tonsberg. Hausmann, der var medejer af Eidsfos Jernværk og i det hele taget en velhavende mand, efterlod sig legater til Christianias fattigstiftelser.